# Icona de Sant Joan Crisòstom de Kímolos

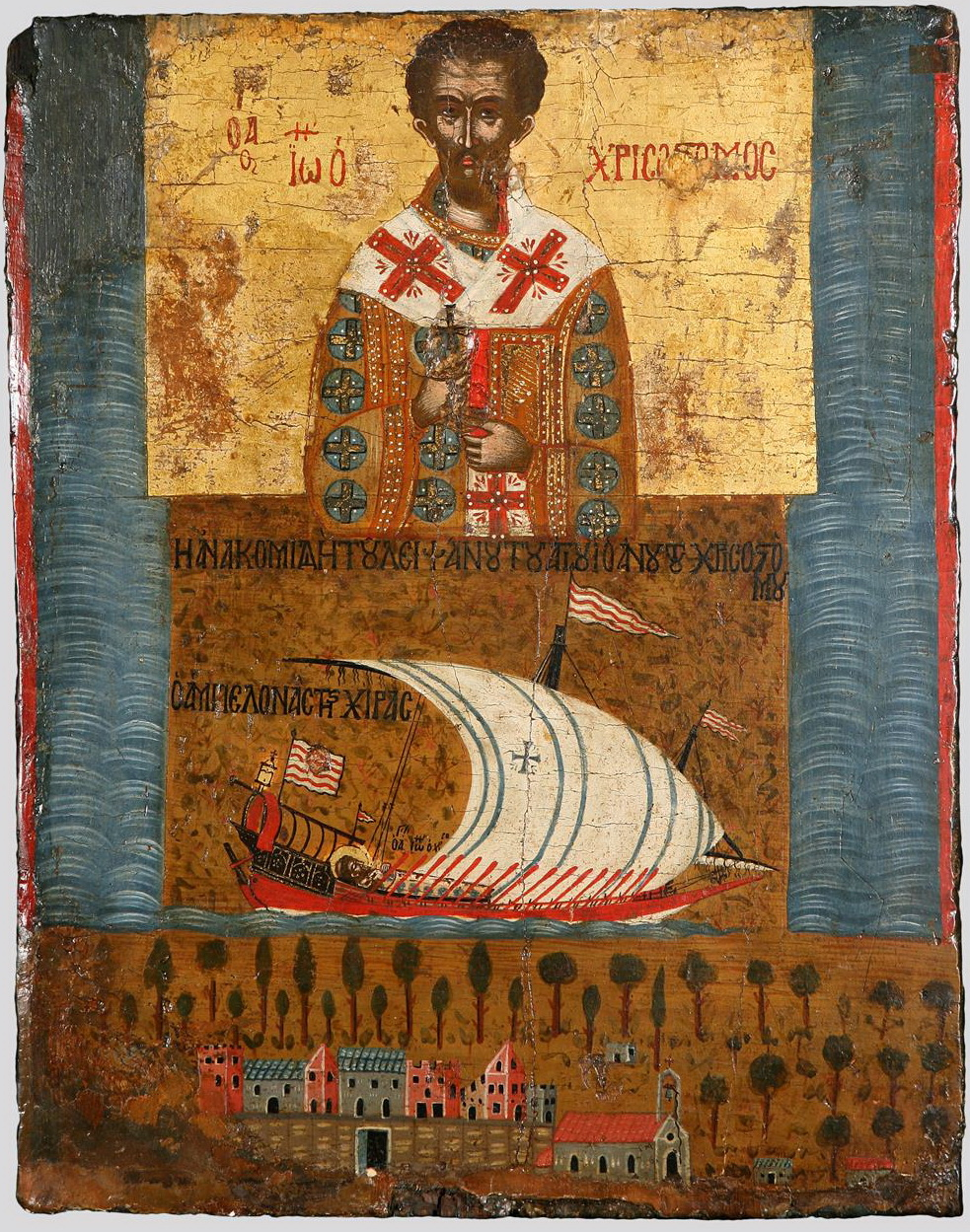
Icona de l'església de Ioannis Chrysostomos de l'illa de Kímolis

La icona de Sant Joan Crisòstom de l'illa de Kímolos (anomenada llavors també Argentària) és una icona de finals del segle xvii. Un dels aspectes més interessants de l'obra és la representació d'una galiota amb els quatre pals, aparentment banderes catalanes o aragoneses. No hi ha una explicació clara que justifiqui els detalls del vaixell que mostra la icona.
L'església on es guardava fou construïda l'any 1680, quan l'illa estava sota domini otomà.

## Descripció
- La part superior representa el sant, vestit amb els ornaments de bisbe i mostrant una figura de mig cos.
- La part central representa el vaixell que va transportar el cos des de Comana del Pont, on va morir, fins a Constantinoble.
- La part inferior representa la ciutat de Comana.[4]

## La vinya de la vídua
La causa del segon i definiu desterrament de sant Joan Crisòstom fou el robatori d'una vinya que pertanyia a una vídua anomenada Kal·litropi. La vinya li fou robada i les queixes de la dona perjudicada a l'emperadriu Eudòxia foren debades. Sant Joan va criticar durament el greuge comès i fou desterrat.

## El segon exili del sant
A més de la denúncia esmentada del robatori de la vinya, l'emperador Arcadi i l'emperatriu Eudòxia volien castigar aquell bisbe enutjós que els feia molta nosa. En acabar la Pasqua de l'any 404 Joan fou forçat a l'exili, obligant-lo amb custòdia militar a sortir de nit de Constantinoble. Les cròniques diuen que va arribar a Nicea el 20 de juny de l'any indicat.
Els enemics de Joan no estaven contents amb el destí de Nicea i aquell fou obligat a desplaçar-se fins a Cucusa (Göksun) en un viatge penosíssim de setanta dies. Els soldats el maltractaven, només l'alimentaven amb rosegons de pa i aigua bruta, i no el deixaven dormir.

## Mort i trasllat del cos de sant Joan Crisòstom
A Cucusa, el bisbe Joan va viure relativament tranquil uns tres anys. Els seus enemics, alguns bisbes sirians, aconseguiren una nova destinació encara més incòmoda: Pitiünt. El viatge havia de durar uns tres mesos, però sant Joan Crisòstom es va morir malalt i esgotat a Comana del Pont el 14 de setembre de l'any 407.

## El vaixell
Segons els relats de referència, el veritable vaixell que va transportar les restes mortals de sant Joan Crisòstom era la mateixa galera de l'emperador Teodosi II (any 438).

### La nau representada en la icona
La nau representada és semblant a una galiota de 16 bancs (32 rems). El timó és de roda (timó de codast) i duu un fanal a popa. Les despulles de Joan Crisòstom van en coberta, en un taüt obert (aquest detall està clarament desproporcionat). Té dos arbres o pals. A l'arbre mestre la vela està desplegada i inflada pel vent. Al trinquet (segons la nomenclatura moderna), la vela està afermada a l'antena.